# Grönadal
Grönadal is een plaats in de gemeente Karlskrona in het landschap Blekinge en de provincie Blekinge län in Zweden. De plaats heeft 78 inwoners (2005) en een oppervlakte van 15 hectare.